# Réserve écologique Louis-Babel
Die Réserve écologique Louis-Babel ist die größte Réserve écologique in der kanadischen Provinz Québec.

## Fläche, Lage
Es handelt sich um ein im Jahr 1991 auf einer Fläche von 235,4 km² eingerichtetes Schutzgebiet etwa 200 km nordwestlich von Sept-Îles. Es liegt in der Grafschaftsgemeinde Manicouagan, und nimmt den Nordteil der René-Levasseur-Insel im Manicouagan-Stausee ein. Das Schutzgebiet grenzt im Nordosten an die Réserve de biodiversité de la Météorite, die 232,72 km² groß ist.

## Aufgabe, Namensgeber
Es schützt die Region um den 952 m hohen Mont Babel, der nach dem Schweizer Missionar Louis-François Babel (1826–1912) benannt wurde, der bei den Innu und Naskapi tätig war. Er durchquerte in den Jahren 1866, 1867, 1868 und 1870 als erster Europäer die Region bis nach Labrador. Er gilt daher als erster Erforscher des Nordostens der Provinz Québec. Der Mont Babel entstand vor etwa 210 Millionen Jahren durch den Einschlag eines Meteoriten.

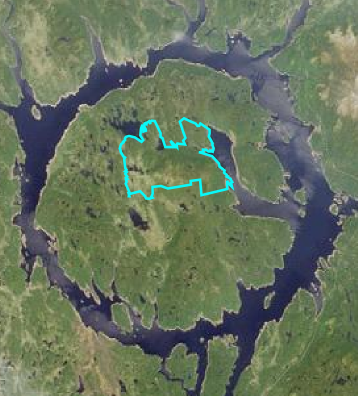
Markierte Réserve écologique auf der René-Levasseur-Insel

Das Gebiet schützt boreale, mittelgebirgs- und alpine Wälder in der Ökoregion Rivière Toulnustouc, wo Schwarz-Fichte, Tannen und Moose vorherrschen, und in der Ökoregion Lac Marceau. Serge Paré bezeichnete die Insel im Jahr 2003 als „Kathedrale der Schwarzfichte“ (S. 5), denn nur im Osten Kanadas gibt es so umfangreiche Bestände der von dieser Baumart dominierten Biotope. Diese sind vor allem durch Rohstoffgewinnung gefährdet, aber auch weiterhin durch Holzeinschlag.

## Geologie, Landschaft und Vegetation
Zudem ist das Gebiet eine der fünf Stellen in der Provinz, die von schockartigen geologischen Veränderungen gekennzeichnet sind, in diesem Falle dem Einschlag eines Meteoriten. Der dabei entstandene Krater ist der größte und komplexeste in ganz Kanada. Während der letzten Eiszeit wurde der gesamte Berg von Gletschern überlagert, die eine oftmals dicke Tillitschicht hinterließen.
Die René-Levasseur-Insel ist sehr gebirgig. Die Höhe des Schutzgebietes über dem Meeresspiegel liegt zwischen 350 und 940 m. Dabei wechselt die Vegetation schnell mit dem Aufstieg. Am See dominieren Wälder, die bald verkrüppelten Bäumen und Krummholz, dann der Tundra Platz machen.